# Jezioro Mądrzechowskie
Jezioro Mądrzechowskie (kaszb. Jezoro Mądrzechòwsczé) – jezioro wytopiskowe położone na Pojezierzu Bytowskim (powiat bytowski, województwo pomorskie).
Powierzchnia zwierciadła wody według różnych źródeł wynosi od 52,4 ha do 52,5 ha.
Zwierciadło wody położone jest na wysokości 124,3 m n.p.m. lub 123,4 m n.p.m. Średnia głębokość jeziora wynosi 2,4 m lub 4,8, natomiast głębokość maksymalna 4,8 m lub 25 m.
W oparciu o badania przeprowadzone w 1994 roku wody jeziora zaliczono do wód pozaklasowych.
Jezioro znajduje się w kierunku południowo-wschodnim od Bytowa. Wzdłuż północno-wschodniego brzegu jeziora przebiega linia kolejowa nr 212 Bytów-Lipusz.